# Phalloceros anisophallos
Espèce
Synonymes
Phalloceros anisophallos est une espèce de poisson de la famille des Poeciliidae.

## Étymologie
Phalloceros : du grec phallos = pénis et du grec keras = corne.